# سیارک ۲۱۱۰

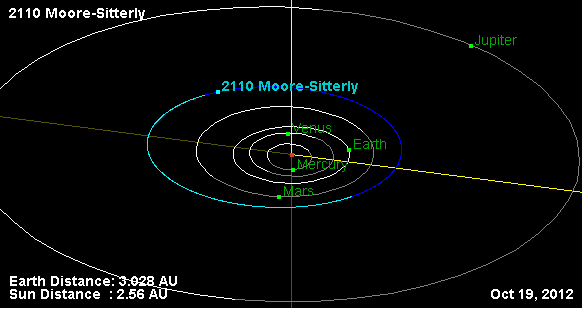
نمایی از محل قرارگیری سیارک ۲۱۱۰ در مدار – ۲۰۱۲

سیارک ۲۱۱۰ (به انگلیسی: 2110 Moore-Sitterly، نامگذاری:1962RD) دو هزار و صد و دهمین سیارک کشف شده‌است که در ۷ سپتامبر ۱۹۶۲ کشف شد.
قدر مطلق سیارک برابر ۱۳٫۸۰ است.